# Abarth 124 Spider
O Abarth 124 Spider é a versão de alta performance do Fiat 124 Spider. Ele foi introduzido em 2016 no Salão Internacional do Automóvel de Genebra juntamente com a versão de rali a Abarth 124 Spider Rally. A montagem final do modelo foi realizada na Officine Abarth em Turim, Itália, onde as peças específicas são instaladas.

## Performance
O Abarth 124 carrega um motor MultiAir Turbo de 1.4 litros (1368 cc), incrementando a potência para 168 cv (124 kW) à 5500 rpm e torque máximo de 250 Nm (184 lb·ft) a 2500 rpm. Sua velocidade máxima chega em 232 km/h (144 mph) e acelera de 0 a 100 km/h em 6,8 segundos.

## Características
O modelo possui várias características diferem da sua versão original o Fiat 124 Spider. Em seu exterior está incluído o logo da Abarth, como opcional uma faixa preta de corrida pintada à mão do capô até à traseira aros de 17 in (432 mm) em alumínio. No seu interior existe couro queimado e assentos esportivos em microfibra com a opção de couro e camurça de alcantara Recaro. Também dispõe de couro em seu volante e em sua manopla do câmbio e costura com realce em vermelho.

## Abarth 124 Spider Rally
O Abarth 124 Spider Rally é a versão para rali do 124 homologada pela FIA para a categoria do Grupo RGT. Possui motor com turbocompressor de 1.8 litros e potência de 296 cv (218 kW) à 6500 rpm.

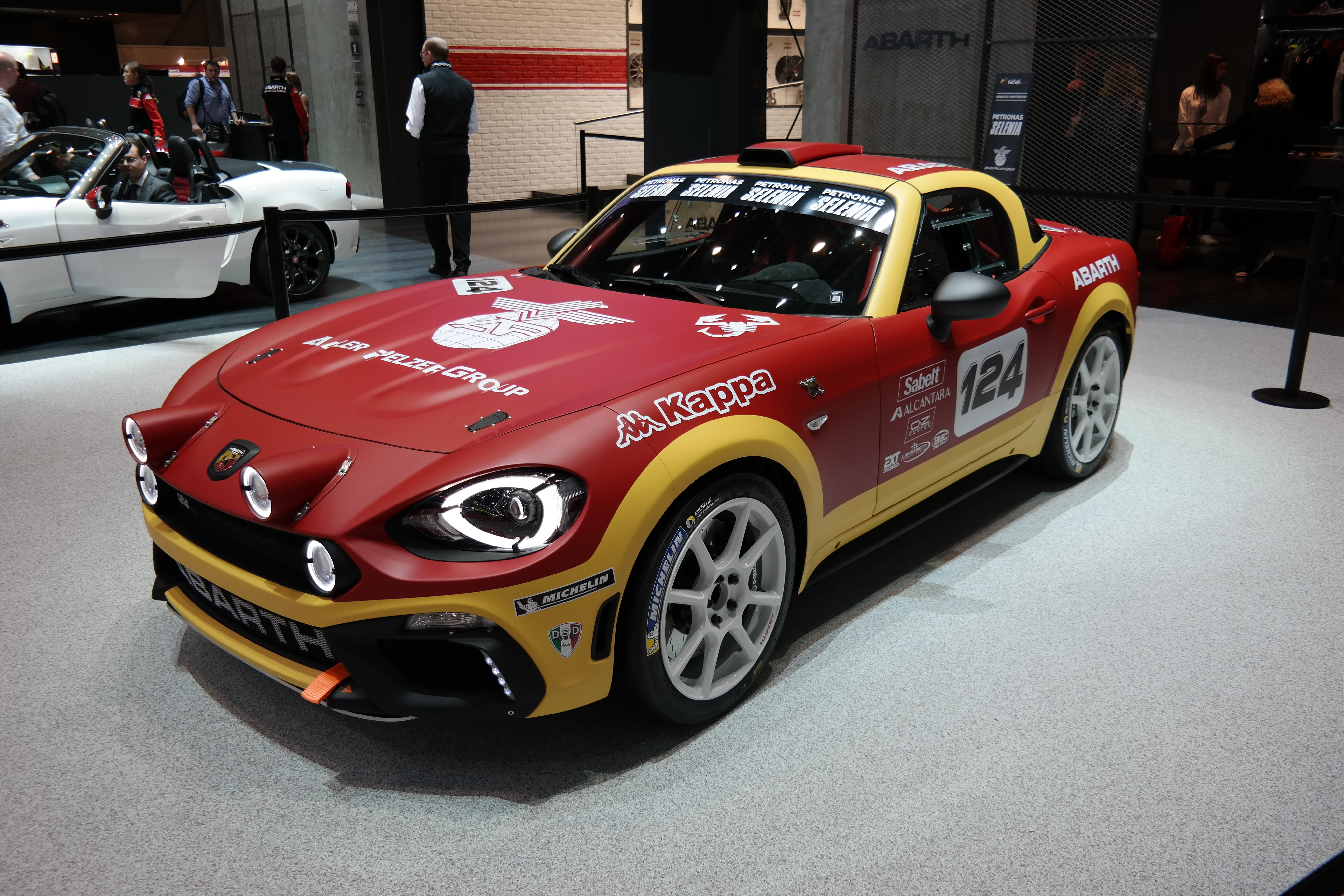
Abarth 124 Spider Rally.

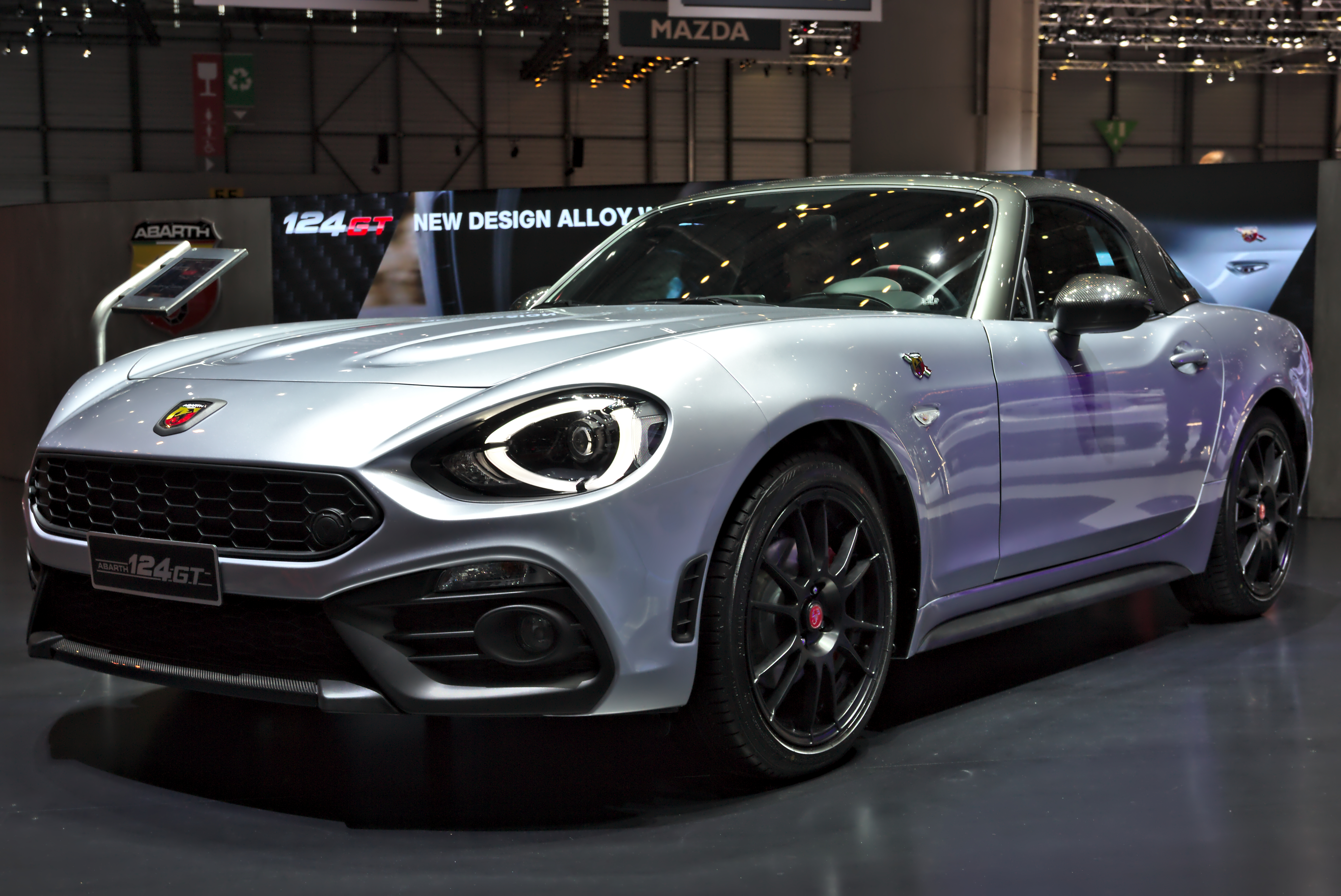
Abarth 124 GT no Salão Internacional do Automóvel de Genebra de 2018.

## Especificações
| Modelo                   | Motor | Cilindrada | Potência CV/kW | Torque                        | 0-100 km/h s | Velocidade máx.    | Fontes          |
| ------------------------ | ----- | ---------- | -------------- | ----------------------------- | ------------ | ------------------ | --------------- |
| Abarth 124 Spider (2016) | I4    | 1366cc     | 170/125        | 184 lb·ft (25,4 kgf)@5500 rpm | 6.80 s       | 232 km/h (144 mph) | www.topgear.com |